# Stephanoaetus
Stephanoaetus – rodzaj ptaków szponiastych z rodziny jastrzębiowatych (Accipitridae). Obejmuje jeden występujący współcześnie gatunek: wojownika wspaniałego z Afryki. Drugi takson, S. mahery, najprawdopodobniej wymarł na początku XVI w., zamieszkując wcześniej endemicznie Madagaskar. Oba gatunki są/były dużymi drapieżnikami polującymi na naczelne (Primantes), w tym lemury (Lemuriformes), góralki, antylopy (Antilopinae) i inne ptaki. Rodzaj ten wyodrębnił się w holocenie, ok. 126 tysięcy lat temu.

## Taksonomia

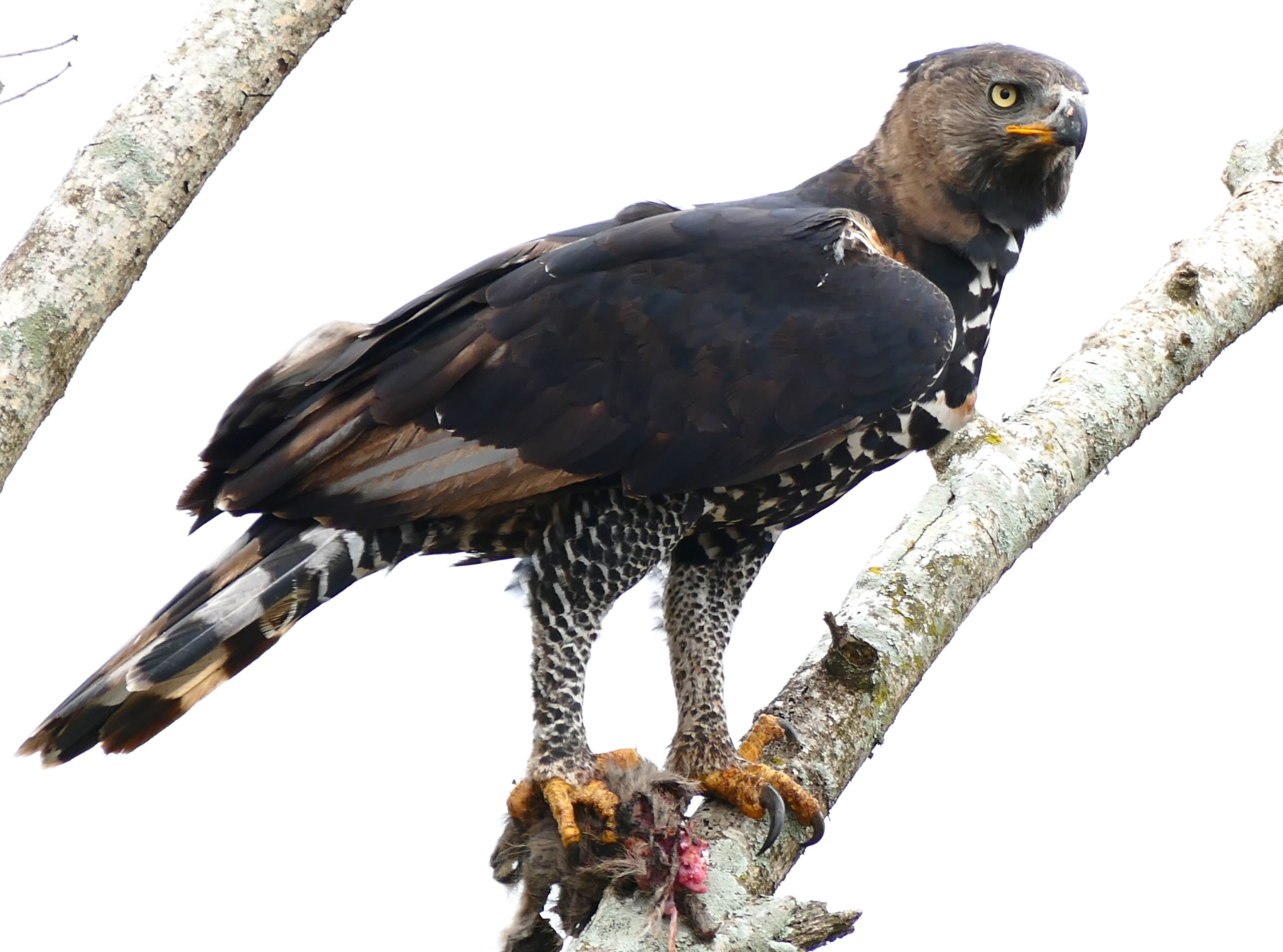
Wojownik wspaniały ze zdobyczą

### Systematyka
Kiedyś rodzaj Stephanoaetus był uważany za odgałęzienie ptaków z rodzaju Spizaetus na podstawie cech morfologicznych. Sekwencje DNA wykorzystujące jeden mtDNA i trzy geny jądrowe wskazują, że obecnie żyjący wojownik wspaniały jest gatunkiem siostrzanym dla azjatyckich szponiastych z rodzaju Nisaetus, a te wykazują dalsze pokrewieństwo z rodzajem Spizaetus. Jednak inne niedawne badania, tym razem sekwencji dwóch genów mitochondrialnych i jednego jądrowego, nie wykazały bliskiego pokrewieństwa tego ptaka z żadnymi innymi ptakami jastrzębiowatymi, w tym z rodzajem Nisaetus, a rodzaj okazał się bardzo odmienny genetycznie od innych Accipitrini. W przypadku ewolucji konwergentnej, znacznie cięższa harpia wielka, która jest spoza grupy orłów z opierzonymi skokami (ang. booted eagles), ma podobną morfologię szkieletu do wojownika wspaniałego. Dwa mniej znane, prawdopodobnie daleko spokrewnione gatunki, wojownik górski (Nisaetus nipalensis) i andowik (Spizaetus isidori), również są podobne do w. wspaniałego.  Chociaż oba są szczuplejsze i mniejsze, te orły są również dużymi, silnymi przykładami radiacji ewolucyjnej orłów rozmieszczonych odpowiednio w Azji Wschodniej i Ameryce Południowej. Dorosły wojownik wspaniały ma nieco pośredni wygląd między tymi ptakami, dzieląc zmienny wzór wojownika górskiego i trochę ubarwienia andowika. Prawdopodobnie do 1500 r. istniał inny gatunek z rodzaju Stephanoaetus, S. mahery. Podobny rozmiarem i anatomią do istniejącego wojownika wspaniałego, S. mahery prawdopodobnie zajmował podobną niszę ekologiczną na Madagaskarze, ale prawdopodobnie zamiast małp polował na lemury zamiast małp. Najprawdopodobniej, krewniak wojownika wspaniałego z Madagaskaru wyginął głównie z powodu utraty zdobyczy i zmiany siedlisk, co można przypisać wczesnym ludziom na wyspie. Do tej pory żyjący wojownik wspaniały nie ma rozpoznanego podgatunku (gatunek monotypowy). Jednak Simon Thomsett zauważył z doświadczeń terenowych możliwe różnice geograficzne między wojownikami w ograniczonych siedliskach leśnych we wschodniej i południowej Afryce (nazywanymi przez niego „populacją krzewiastą” [ang. bush eagles]), które historycznie były głównymi badanymi populacjami, a tymi, które żyją w gęstszyej części afrykańskiego las deszczowy, w centralnej części rozmieszczenia gatunku. Zauważył, że ta ostatnia populacja wydawała się mniejsza, ale stosunkowo z większymi szponami, wydawała się mieć masywniejszą klatkę piersiową i wydawała się mieć głębsze brwi niż orzeł bielik; behawioralnie wojowniki z lasów deszczowych wydawały się bardziej śmiałe i głośniejsze, co potwierdzają inne opisy gatunku.  

### Etymologia
- Stephanoaetus – gr. στεφανοω stephanoō – koronowany od στεφανος stephanos – korona; αετος aetos – orzeł[15],
- coronatus – od łacińskiego corona – korona; chodzi tu także o koronowanie[16],
- mahery – od języka malgaskiego – mocny, silny[17].

## Ekologia, budowa i występowanie

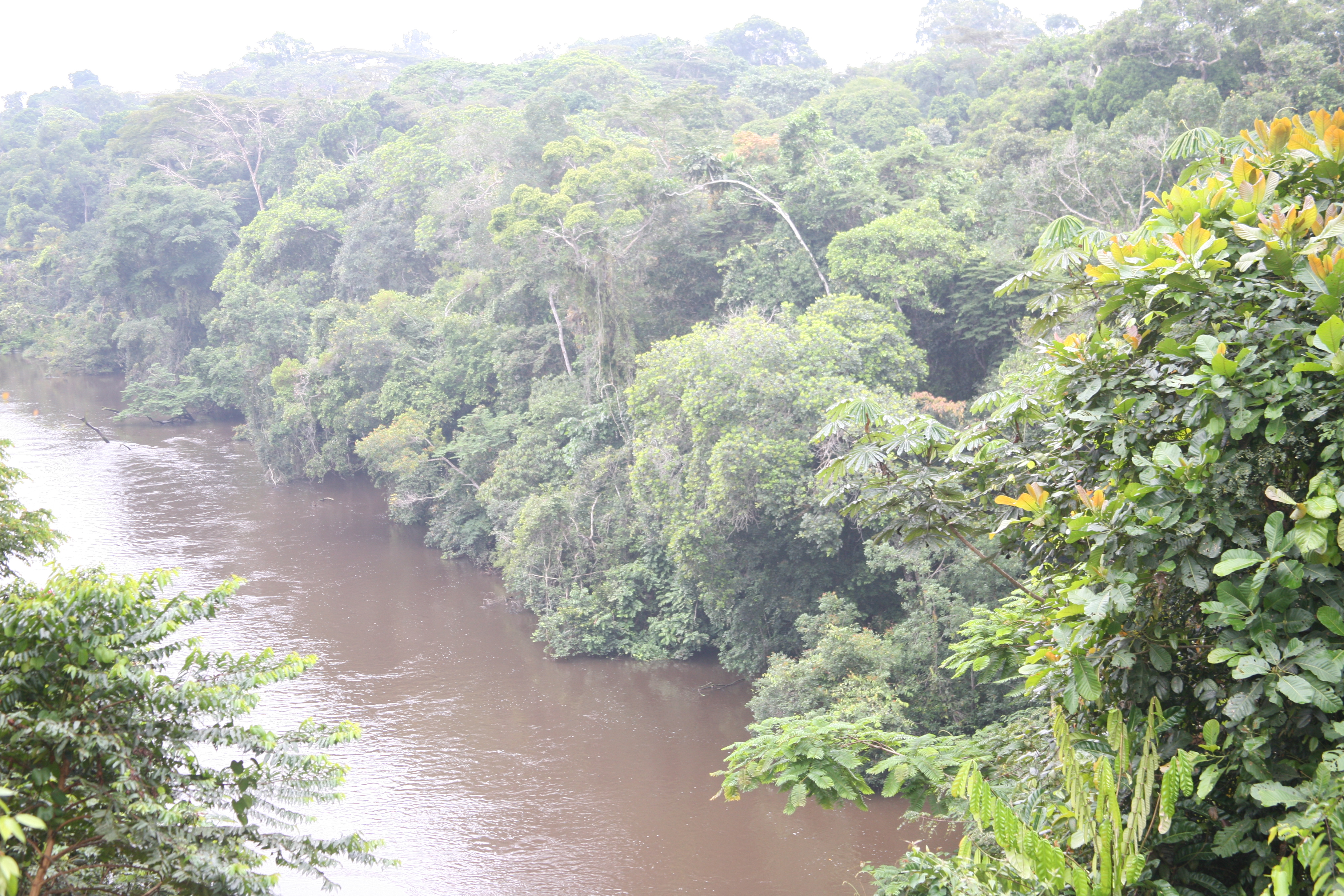
Typowe środowisko wojownika wspaniałego (Kongo)

Przedstawiciele tego rodzaju to dość duże ptaki. Obecnie żyjący wojownik wspaniały mierzy od 80 do 99 cm. Jest więc najdłuższym ptakiem szponiastym, jaki obecnie żyje. Dymorfizm płciowy objawia się większymi rozmiarami samic. Dorosłe ptaki mają ciemne upierzenie. Tył najczęściej szaroczarny, spodnia strona ciała płowa lub rdzawa z ciemnymi prążkami. Na głowie ma czubek z piór. Nogi bardzo silne, uzbrojone w potężne pazury. Oczy żółte. Młode ptaki można poznać po jaśniejszym upierzeniu i białym czubku. Samce ważą ok. 3,5 kg, samice – ok. 3,8 kg (choć w HBW masa ciała szacowana jest od 3,2 do 4,7 kg u samców i od 2,55 do 4,12 kg u samic, które są zwykle o 10–15% większe od swych partnerów). S. mahery był o wiele większy, osiągał rozmiary większej samicy orła przedniego (Aquila chrysaetos) i ważył 7 kg.
S. coronatus zamieszkuje obszary Afryki Subsaharyjskiej, od Senegambii i Gwinei na zachodzie po Kenię i Etiopię na wschodzie, a na południe po Angolę, północno-wschodnią Botswanę oraz wschodnią i południowo-wschodnią RPA. Zamieszkuje lasy tropikalne i ich skraje blisko rzek, także sawanny i półpustynie. Często na takich terenach rosną rośliny z rodzaju akacja (Acacia), z których wojowniki te często wykorzystują. Stephanoeatus mahery był endemitem Madagaskaru, zamieszkując prawdopodobnie gęste lasy.
Orły regularnie oblatują granice swojego terytorium i odganiają inne drapieżniki.
Wśród ofiar wojownika wspaniałego padają koziołki skalne (Oreotragus oreotragus), buszboki subsaharyjskie (Tragelaphus scriptus), dujkery (Cephalophini), wodnokanczyle afrykańskie (Hyemoschus aquaticus), małpy wąskonose (kotawiec sawannowy), góralki, większe gady i inne ptaki jak ibisy białowąse (Bostrychia hagedash). Wcześniej sądzono, jakoby ptaki te polowały na zwierzęta domowe np. psy lub koty, jednak badania z 2016 temu zaprzeczają. Wymarły krewniak, S. mahery, polował na lemury. Lisa Gould wykreowała teorię, która sugeruje, że lemur katta (Lemur catta) opracował swoją strategię obronną już za czasów tego orła.  